# Lista odcinków serialu anime Shingeki no Kyojin
Poniżej znajduje się lista odcinków serialu anime Shingeki no Kyojin. Pierwsza seria anime była emitowana od kwietnia do września 2013 roku przez koncern MBS. Druga seria anime była emitowana od kwietnia do czerwca 2017 roku. Wydano także trzy odcinki specjalne: „Ilse no techō”, „Totsuzen no raihousha: Sainamareru seishun no noroi” i „Konnan”.

## Seria pierwsza
| # | Oryginalny tytuł                                                                               | Premiera w Japonii |
| --- | ---------------------------------------------------------------------------------------------- | ------------------ |
| 1 | Ni sen nen go no kimi e -Shiganshina kanraku (1)- (二千年後の君へ ―シガンシナ陥落①―)           | 7 kwietnia 2013    |
| W postapokaliptycznym świecie, opanowanym przez tytanów, ludzie żyją na terenie otoczonym przez trzy 50-metrowe mury: Maria, Rose i Sina. Mieszkańcy wioski Shiganshina, żyją przy najbardziej zewnętrznym murze – Marii. W 845 roku Kolosalny Tytan i Opancerzony Tytan przełamali mur i zaatakowali wioskę. Dom Erena został zniszczony przez Uśmiechniętego Tytana, który pożarł jego matkę. Eren i Mikasa zostali natomiast ocaleni przez żołnierza stacjonarnego, Hannesa – przyjaciela rodziny Jaegerów. |                                                                                                |                    |
| 2 | Sono hi -Shiganshina kanraku (2)- (その日 ―シガンシナ陥落②―)                                   | 14 kwietnia 2013   |
| Oblężenie Shiganshiny przez tytanów powoduje, że mur Maria został całkowicie przełamany i tytani wdarli się do miasta i całego terenu pomiędzy murami Maria i Rose. Z miasta statki ewakuowały część ludności. Po roku przebywania w obozie dla uchodźców rząd podjął decyzję o wysłaniu 250 tys. uchodźców na misję odbicia muru Maria. Misja się nie udała, a przeżyło ją ok. 100 osób. |                                                                                                |                    |
| 3 | Zetsubō no naka de nibuku hikaru -Jinrui no saiki (1)- (絶望の中で鈍く光る ―人類の再起①―)      | 21 kwietnia 2013   |
| Eren Mikasa i Armin przechodzą trzyletnie szkolenie w 104. Korpusie Treningowym, prowadzonym przez Keitha Shadisa. Uczą się przede wszystkim manewru przestrzennego, pozwalającego zabić tytana. Poznają tam także swoich przyszłych przyjaciół – Conny’ego, Sashę, Jeana, Bertholdta i Reinera. |                                                                                                |                    |
| 4 | Kaisan shiki no yoru -Jinrui no saiki (2)- (解散式の夜 ―人類の再起②―)                          | 28 kwietnia 2013   |
| Po 3 latach od rozpoczęcia treningu szkolenie dobiega końca. Kadeci muszą zdecydować czy chcą dołączyć do Korpusu Stacjonarnego (pilnujących porządku), Korpusu Zwiadowczego (walczących z tytanami na zewnętrznych terenach) lub Żandarmerii (osobistej gwardii króla, do której może dołączyć tylko 10 najlepszych). Eren, Mikasa, Conny, Bertholdt, Reiner, Sasha i Annie dostają się do Żandarmerii. Kolosalny Tytan atakuje miasto Trost.                                                                 |                                                                                                |                    |
| 5 | Uijin -Torosuto-ku kōbōsen (1)- (初陣 ―トロスト区攻防戦①―)                                     | 5 maja 2013        |
| Po krótkiej walce Erena z Kolosem, tytan nagle znika. Oddział szybkiego reagowania rozpoczyna natarcie na zbliżających się do miasta tytanów, jednak w krótkim czasie ponosi klęskę i olbrzymy wdzierają się do miasta. Wówczas pozostali żołnierze, wliczając kadetów, przystępują do obrony. Widząc jak Armin zostaje połknięty w całości przez tytana, Eren rusza mu na ratunek, tracąc przy tym nogę i rękę.                                                                                               |                                                                                                |                    |
| 6 | Shōjo ga mita sekai -Torosuto-ku kōbōsen (2)- (少女が見た世界 ―トロスト区攻防戦②―)             | 12 maja 2013       |
| Podczas obrony Trostu, Mikasa przypomina sobie historię swojego dzieciństwa, gdy jej rodzice zostali zabici w domu na jej oczach. Zabójcami byli handlarze ludźmi, którzy następnie porwali Mikasę, by sprzedać ją do domu publicznego. Wkrótce potem dom odwiedził doktor Grisha Jaeger z synem. Eren, znajdując kryjówkę złoczyńców, zabija ich i ratuje Mikasę. Następnie dziewczyna została przysposobiona przez rodzinę Jaegerów.                                                                         |                                                                                                |                    |
| 7 | Chiisana yaiba -Torosuto-ku kōbōsen (3)- (小さな刃 ―トロスト区攻防戦③―)                        | 19 maja 2013       |
| Widząc śmierć swoich przyjaciół, oddział kadetów traci wolę walki. Mikasa, dowiadując się co spotkało Erena, postanawia sama zaatakować tytanów. Jej postawa przywraca wolę walki pozostałym. Wkrótce potem Mikasie kończy się gaz i znajduje się w pułapce. Atakujący ją tytan nagle zostaje odparty przez innego tytana. |                                                                                                |                    |
| 8 | Shinzō no kodō ga kikoeru -Torosuto-ku kōbōsen (4)- (心臓の鼓動が聞こえる ―トロスト区攻防戦④―) | 26 maja 2013       |
| Armin obmyśla plan zwabienia sojuszniczego tytana w okolice kwatery zaopatrzeniowej, by ten odciągnął uwagę pozostałych olbrzymów. Dzięki przywództwu Jeana udaje się zrealizować ten plan, odbić kwaterę i uzupełnić zapasy. Po pokonaniu pozostałych olbrzymów, sojuszniczy tytan upada na ziemie, a z jego słabego punktu wyłania się zregenerowane ciało Erena. |                                                                                                |                    |
| 9 | Hidariude no yukue -Torosuto-ku kōbōsen (5)- (左腕の行方 ―トロスト区攻防戦⑤―)                  | 2 czerwca 2013     |
| Oddział zwiadowców dowiaduje się o sytuacji w Troście i decyduje się na powrót do miasta. Tymczasem Eren przypomina sobie jak zmienił się w tytana. Zostaje postawiony przed sąd wojskowy, z oskarżeniem o zdradę ludzkości. Wraz z Mikasą i Arminem zostają skazani na śmierć. Eren przybiera formę tytana, by ochronić przyjaciół przed atakiem z armaty. |                                                                                                |                    |
| 10 | Kotaeru -Torosuto-ku kōbōsen (6)- (応える ―トロスト区攻防戦⑥―)                                 | 9 czerwca 2013     |
| Wykorzystując dym i zamieszanie, powstałe po przemianie w tytana, Eren, Mikasa i Armin naradzają się co zrobić: uciec czy zostać. Ostatecznie Armin podejmuje się negocjacji i usiłuje przekonać wojsko, że Eren nie jest wrogiem ludzkości. Jego argumentacja nie przekonuje jednak kapitana, który chce zabić Erena. Zarządca Trostu Dott Pyxis powstrzymuje ten rozkaz. |                                                                                                |                    |
| 11 | Gūzō -Torosuto-ku kōbōsen (7)- (偶像 ―トロスト区攻防戦⑦―)                                      | 16 czerwca 2013    |
| Dott Pyxis postanawia uwierzyć słowom Erena i wydaje polecenie przeprowadzenia próby odbicia Trostu. Tłumaczy zebranym żołnierzom, że moc Erena jest tajnym efektem prac rządu. Plan zakłada zmianę w tytana i przeniesienie olbrzymiego głazu, by zatkać dziurę zrobioną w murze Rose. W tym czasie część żołnierzy ma zwabić pozostałych tytanów, by odciągnąć ich uwagę od Jaegera. |                                                                                                |                    |
| 12 | Kizu -Torosuto-ku kōbōsen (8)- (傷 ―トロスト区攻防戦⑧―)                                        | 23 czerwca 2013    |
| Eren przemienia się w tytana, jednak traci nad sobą kontrolę i atakuje Mikasę. Żołnierze zmieniają plan, chcąc obronić niezdolnego do walki Jaegera, dopóki nie odzyska świadomości. Armin rusza na pomoc, by uwolnić Erena z ciała tytana. |                                                                                                |                    |
| 13 | Genshoteki yokkyū -Torosuto-ku kōbōsen (9)- (原初的欲求 ―トロスト区攻防戦⑨―)                   | 30 czerwca 2013    |
| Dzięki Arminowi Eren odzyskuje kontrolę nad ciałem tytana. Przenosi wielki głaz, by zatkać wyrwę w murze, jednakże większość z oddziałów go ochraniających ginie. Do walki przyłącza się także powracający do miasta oddział zwiadowców z Erwinem i Levi’em na czele. Po walce Eren zostaje osadzony w areszcie pod nadzorem zwiadowców. |                                                                                                |                    |
| 13.5 | Ano hi kara (あの日から)                                                                       | 7 lipca 2013       |
| Odcinek stanowi streszczenie wydarzeń z dotychczasowych trzynastu epizodów. |                                                                                                |                    |
| 14 | Mada me o mirenai -Hangeki zen'ya (1)- (まだ目を見れない ―反撃前夜①―)                          | 14 lipca 2013      |
| Eren zostaje postawiony przed sąd wojskowy, pod przewodnictwem głównodowodzącego wszystkich rodzajów wojsk Dariusa Zackly’a. Żandarmeria stawia Jaegerowi zarzut zdrady i chce skazania go na śmierć. Eren wybucha gniewem oskarżając ich o tchórzostwo, na co reaguje kapitan Levi z Korpusu Zwiadowców. Bije Jaegera, uzasadniając to lekcją dyscypliny. Dzięki takiej postawie Eren zostaje przydzielony do Korpusu Zwiadowczego, by pomóc odbić mur Maria.                                                 |                                                                                                |                    |
| 15 | Tokubetsu sakusen-han -Hangeki zen'ya (2)- (特別作戦班 ―反撃前夜②―)                            | 21 lipca 2013      |
| Eren zostaje ukryty w dawnej bazie Korpusu Zwiadowczego w Troście. Poznaje tam swoich nowych towarzyszy, m.in. Hange Zoë, dowódczynię oddziału zajmującego się badaniem tytanów. Hange opowiada Erenowi o swoich badaniach i proponuje udział w eksperymentach na dwóch świeżo złapanych olbrzymach. Okazuje się jednak że dwaj złapani tytani zostali w nocy potajemnie zabici. |                                                                                                |                    |
| 16 | Ima, nani o subeki ka -Hangeki zen'ya (3)- (今、何をすべきか ―反撃前夜③―)                      | 28 lipca 2013      |
| Śledztwo w sprawie zabójcy dwóch schwytanych tytanów nie przynosi rezultatu. Tymczasem kadeci ze 104. Korpusu Treningowego muszą zdecydować do którego rodzaju wojsk chcą dołączyć: Żandarmerii, Korpusu Stacjonarnego czy Korpusu Zwiadowczego. Na dołączenie do zwiadowców decydują się m.in. Mikasa, Armin, Jean, Sasha, Conny, Bertholdt i Reiner. |                                                                                                |                    |
| 17 | Megata no kyojin -Dai gojū nana kai hekigai chōsa (1)- (女型の巨人 ―第57回壁外調査①―)          | 4 sierpnia 2013    |
| Oddział zwiadowców udaje się na zwiad poza murami. Wkrótce natrafiają na dużą ilość tytanów dowodzoną przez Kobiecego Tytana – inteligentnego odmieńca, która nie chce pożerać ludzi i jest znacznie zwinniejsza i szybsza od pozostałych tytanów. Atakuje Armina, Reinera i Jeana, jednak ich nie zabija. Arlelt podejrzewa, że jest to człowiek zamieniony w tytana, który próbuje zlokalizować Erena. |                                                                                                |                    |
| 18 | Kyodaiju no mori -Dai gojū nana kai hekigai chōsa (2)- (巨大樹の森 ―第57回壁外調査②―)          | 11 sierpnia 2013   |
| Prawa część formacji oddziału zwiadowców zostaje zdziesiątkowana. Pozostała część postanawia wjechać do lasu gigantycznych drzew, by zwabić tam Kobiecego Tytana. Do środka lasu wjeżdżają tylko oddziały dowódcy Erwina i kapitana Levi’a. Pozostałe oddziały pilnują by do lasu nie dostali się inni tytani. Kobieta-tytan atakuje oddział Levi’a, w którym znajduje się Eren. |                                                                                                |                    |
| 19 | Kamitsuku -Dai gojū nana kai hekigai chōsa (3)- (噛み付く ―第57回壁外調査③―)                   | 18 sierpnia 2013   |
| Oddział Levi’a jest konsekwentnie ścigany przez Kobiecego Tytana, podczas gdy oddziały z tylnej straży bezskutecznie usiłują ją zabić lub unieruchomić. Eren prosi Levi’a o pozwolenie na przybranie formy tytana i walkę z przeciwnikiem. Dowódca pozostawia decyzję Jaegerowi. Eren przypomina sobie swoje szkolenie, po dołączeniu do zwiadowców i postanawia zaufać kapitanowi. |                                                                                                |                    |
| 20 | Eruvin Sumisu -Dai gojū nana kai hekigai chōsa (4)- (エルヴィン・スミス ―第57回壁外調査④―)     | 25 sierpnia 2013   |
| Kobiecy Tytan zostaje schwytany żywcem i unieruchomiony przez Erwina i jego ludzi. Okazuje się, że dowódcy podejrzewali, że w szeregi oddziału zwiadowców wkradł się szpieg tytanów. Levi prowokuje kobietę-tytana, gdy ta nagle w akcie desperacji wydaje z siebie krzyk, wzywając pozostałych tytanów na pomoc. Olbrzymy pożerają ciało kobiety-tytana. Widząc to, Erwin zarządza odwrót. |                                                                                                |                    |
| 21 | Tettsui -Dai gojū nana kai hekigai chōsa(5)- (鉄槌 ―第57回壁外調査⑤―)                          | 1 września 2013    |
| Erwin wyjawia, swoje podejrzenia dotyczące szpiega najbliższym współpracownikom. Wkrótce okazuje się, że miał rację – zakapturzona osoba w mundurze zwiadowców, atakuje grupę osłaniającą Erena i przybiera ponownie formę Kobiecego Tytana. Eld, Petra i Oluo podejmują walkę, jednak niedługo potem giną. Eren decyduje się zmienić w tytana i pomścić towarzyszy. Jednak on także ponosi porażkę i zostaje połknięty przez Kobiecego Tytana.                                                                |                                                                                                |                    |
| 22 | Haisha-tachi -Dai gojū nana kai hekigai chōsa (6)- (敗者達 ―第57回壁外調査⑥―)                  | 8 września 2013    |
| Kobiecy Tytan ucieka, jednak Mikasa i kapitan Levi ruszają za nią w pościg z zamiarem oswobodzenia Erena. Dzięki ich umiejętnościom i sile, udaje im się unieruchomić kobietę-tytana i wyciągnąć nieprzytomnego Erena z jej ust. Z powodu dużych strat oddział zwiadowców postanawia wycofać się za mury, mimo porażki całej misji. |                                                                                                |                    |
| 23 | Hohoemi -Sutohesu-ku kyūshū (1)- (微笑み ―ストヘス区急襲①―)                                    | 15 września 2013   |
| Dowódcy Korpusu Zwiadowców zostają wezwani do stolicy, by zdecydować ponownie o losie Jaegera. Tymczasem Armin i Mikasa postanawiają zorganizować Erenowi plan ucieczki. Arlelt prosi o pomoc Annie Leonhart z żandarmerii. Kiedy cała czwórka ma zejść do podziemi, Annie orientuje się, że to zasadzka i że towarzysze podejrzewają ją o bycie Kobiecym Tytanem. |                                                                                                |                    |
| 24 | Jihi -Sutohesu-ku kyūshū (2)- (慈悲 ―ストヘス区急襲②―)                                         | 22 września 2013   |
| Annie przybiera formę tytana i rozpoczyna dewastację stolicy. Eren nie jest w stanie się zmienić, gdyż blokuje go świadomość, że jego wrogiem jest przyjaciółka z czasów szkolenia w 104. Korpusie Treningowym. Pozostali zwiadowcy, w asyście Żandarmerii przystępują do walki. |                                                                                                |                    |
| 25 | Kabe -Sutohesu-ku kyūshū (3)- (壁 ―ストヘス区急襲③―)                                           | 29 września 2013   |
| Dzięki umiejętności utwardzania skóry, Annie spycha Erena do defensywy. Jednakże silna wola walki Jaegera ponownie daje mu przewagę w walce, do tego stopnia, że Kobiecy Tytan usiłuje uciec przez mur Sina. Mikasa zapobiega temu, ucinając jej kończyny. Eren ostatecznie pokonuje kobietę-tytana, jednakże wydostane ciało Annie zostaje osłonięte kryształem, którego nie można przebić. Zostaje ona oddana pod kuratelę Korpusowi Zwiadowczemu.                                                           |                                                                                                |                    |

## Seria druga
| # | Oryginalny tytuł            | Premiera w Japonii |
| --- | --------------------------- | ------------------ |
| 26 | Kemono no kyojin (獣の巨人) | 1 kwietnia 2017    |
| Wojsko orientuje się, że mury są zrobione z tytanów. Hange usiłuje bezskutecznie wyciągnąć informację od wielebnego Nicka, duchownego Kościoła Murów. Tymczasem Korpus Zwiadowców, przebywający w jednej ze swoich kwater, zauważają grupę tytanów. Jeden z dowódców oddziałów, Miche spotyka mówiącego i rozumnego Zwierzęcego Tytana. |                             |                    |
| 27 | Tadaima (ただいま)          | 8 kwietnia 2017    |
| Po domniemanym przełamaniu muru Rose, następuje mobilizacja militarna. Zwiadowcy wyruszają na inspekcję, zabierając ze sobą wielebnego Nicka. Sasha i Conny wracają do swoich rodzinnych wiosek, które okazują się być zniszczone. |                             |                    |
| 28 | Nansei e (南西へ)           | 15 kwietnia 2017   |
| Grupy Zwiadowców poszukują wyrwy w murze Rose, która rzekomo miała doprowadzić do fali ataków tytanów. Natomiast wielebny Nick nadal odmawia zeznań, jednak zdradza, że Hange powinna poszukać odpowiedzi u Christy. |                             |                    |
| 29 | Heishi (兵士)               | 22 kwietnia 2017   |
| Zamek Utgard, w którym nocowali zwiadowcy, poszukujący wyrwy w murze, został zaatakowany przez tytanów. Dowódcy Gelgar, Lynne, Nanaba i Henning ruszają do walki z nimi, tymczasem kadeci starają się schronić w środku. |                             |                    |
| 30 | Hisutoria (ヒストリア)      | 29 kwietnia 2017   |
| Ymir zmienia się w tytana, by ochronić pozostałych kadetów, znajdujących się na szczycie wieży. Przypomina sobie także dawną historię, w której wraz z Christą zabłądziła podczas burzy śnieżnej. W teraźniejszości Ymir zostaje przyparta do muru, lecz wtedy zjawiają się inni członkowie Korpusu Zwiadowców. |                             |                    |
| 31 | Senshi (戦士)               | 6 maja 2017        |
| Ciężko ranna Ymir zostaje uratowana przez zwiadowców, lecz pozostaje nieprzytomna. Tymczasem podczas rozmowy o jej zdolnościach, Reiner przypomina sobie swoją prawdziwą tożsamość. Wyjawia Erenowi, że w rzeczywistości jest Opancerzonym Tytanem, a Bertholdt – Kolosalnym Tytanem. |                             |                    |
| 32 | Da tō kyoku (打・投・極)    | 13 maja 2017       |
| Eren, sprzeciwiając się namowom Reinera i Bertholdta, przybiera formę tytana i staje z nimi do walki. Pomimo wyraźnej przewagi Opancerzonego Tytana, Jaegerowi udaje się go powalić, dzięki technikom walki wręcz, nauczonym od Annie. |                             |                    |
| 33 | Ōmono (迫う者)              | 20 maja 2017       |
| Dzięki podstępowi Kolosalnego Tytana, Eren przegrywa walkę i zostaje porwany przez Reinera i Bertholdta. Wkrótce na miejsce walki przybywa dowódca Korpusu Zwiadowczego Erwin Smith i zarządza natychmiastową akcję odbicia porwanych Jaegera i Ymir. |                             |                    |
| 34 | Kaikō (開口)                | 27 maja 2017       |
| Reiner i Bertholdt zmierzają do Lasu gigantycznych drzew, by tam odpocząć. Podczas przerwy rozmawiają z Erenem i Ymir, usiłując ich przekonać, by dobrowolnie udali się z nimi do ich rodzinnej wioski. Ymir decyduje się usłuchać ich prośby. |                             |                    |
| 35 | Kodomotachi (子供達)        | 3 czerwca 2017     |
| Widząc zbliżający się Korpus Zwiadowczy, Reiner i Bertholdt decydują się natychmiast wyruszyć w dalszą podróż. Ymir decyduje się dobrowolnie z nimi pójść, jednak zmienia zdanie, orientując się, że w grupie pościgowej znajduje się Christa. Wymusza na Bertholdzie i Reinerze walkę ze zwiadowcami. |                             |                    |
| 36 | Totsugeki (突撃)            | 10 czerwca 2017    |
| Reiner i Bertholdt uciekają przed zwiadowcami. Nie mogąc się przebić przez ochronę Opancerzonego Tytana, zwiadowcy nie mogą uwolnić Erena i Christy. Tymczasem Erwin, by ich zatrzymać, prowokuje grupę tytanów i zmierza w kierunku Brauna i Hoovera. Dzięki prowokacji Armina, udaje się odwrócić uwagę Bertholdta, i odbić Jaegera. |                             |                    |
| 37 | Sakebi (叫び)               | 17 czerwca 2017    |
| Dzięki manewrowi Erwina i Mikasy zwiadowcom udaje się odzyskać Erena. Reiner i Bertholdt usiłują go jednak odzyskać. Tymczasem Hannes staje do walki z Uśmiechniętym Tytanem, broniąc rannych Jaegera i Ackermann. Stan Erena nie pozwala mu zmienić się w tytana, przez co zepchnięty do defensywy Hannes ginie, będąc zjedzonym przez olbrzyma. Widząc to, Jaeger nieświadomie używa mocy Koordynatu, nakazując tytanom atakowanie Uśmiechniętego i Opancerzonego Tytana, co zapewnia możliwość bezpiecznego powrotu za mury zwiadowcom. |                             |                    |

## Seria trzecia
| #  | Oryginalny tytuł                              | Premiera w Japonii (NHK) |
| -- | --------------------------------------------- | ------------------------ |
| 38 | Noroshi (狼煙)                                | 23 lipca 2018            |
|    |                                               |                          |
| 39 | Itami (痛み)                                  | 30 lipca 2018            |
|    |                                               |                          |
| 40 | Mukashibanashi (昔話)                         | 6 sierpnia 2018          |
|    |                                               |                          |
| 41 | Shinrai (信頼)                                | 13 sierpnia 2018         |
|    |                                               |                          |
| 42 | Kaitō (回答)                                  | 20 sierpnia 2018         |
|    |                                               |                          |
| 43 | Tsumi (罪)                                    | 27 sierpnia 2018         |
|    |                                               |                          |
| 44 | Negai (願い)                                  | 3 września 2018          |
|    |                                               |                          |
| 45 | Orubudo-ku gaiheki (オルブド区外壁)           | 10 września 2018         |
|    |                                               |                          |
| 46 | Kabe no ō (壁の王)                            | 17 września 2018         |
|    |                                               |                          |
| 47 | Yūjin (友人)                                  | 24 września 2018         |
|    |                                               |                          |
| 48 | Bōkansha (傍観者)                             | 8 października 2018      |
|    |                                               |                          |
| 49 | Dakkan sakusen no yoru (奪還作戦の夜)         | 15 października 2018     |
|    |                                               |                          |
| 50 | Hajimari no machi (はじまりの街)              | 29 kwietnia 2019         |
|    |                                               |                          |
| 51 | Raisō (雷槍)                                  | 6 maja 2019              |
|    |                                               |                          |
| 52 | Kōrin (光臨)                                  | 13 maja 2019             |
|    |                                               |                          |
| 53 | Pāfekuto gēmu (完全試合 / パーフェクトゲーム) | 20 maja 2019             |
|    |                                               |                          |
| 54 | Yūsha (勇者)                                  | 27 maja 2019             |
|    |                                               |                          |
| 55 | Byakuya (白夜)                                | 3 czerwca 2019           |
|    |                                               |                          |
| 56 | Chikashitsu (地下室)                          | 10 czerwca 2019          |
|    |                                               |                          |
| 57 | Ano hi (あの日)                               | 17 czerwca 2019          |
|    |                                               |                          |
| 58 | Shingeki no kyojin (進撃の巨人)               | 24 czerwca 2019          |
|    |                                               |                          |
| 59 | Kabe no mukōgawa (壁の向こう側)               | 1 lipca 2019             |
|    |                                               |                          |

## Seria czwarta
| #  | Oryginalny tytuł                               | Premiera w Japonii |
| -- | ---------------------------------------------- | ------------------ |
| 60 | Umi no mukōgawa (海の向こう側)                 | 7 grudnia 2020     |
|    |                                                |                    |
| 61 | Yamiyo no ressha (闇夜の列車)                  | 14 grudnia 2020    |
|    |                                                |                    |
| 62 | Kibō no tobira (希望の扉)                      | 21 grudnia 2020    |
|    |                                                |                    |
| 63 | Te kara te e (手から手へ)                      | 28 grudnia 2020    |
|    |                                                |                    |
| 64 | Sensen fukoku (宣戦布告)                       | 11 stycznia 2021   |
|    |                                                |                    |
| 65 | Sentsui no kyojin (戦鎚の巨人)                 | 18 stycznia 2021   |
|    |                                                |                    |
| 66 | Kyōshū (強襲)                                  | 25 stycznia 2021   |
|    |                                                |                    |
| 67 | Kyōdan (凶弾)                                  | 1 lutego 2021      |
|    |                                                |                    |
| 68 | Giyūhei (義勇兵)                               | 8 lutego 2021      |
|    |                                                |                    |
| 69 | Seiron (正論)                                  | 15 lutego 2021     |
|    |                                                |                    |
| 70 | Itsuwari mono (偽り者)                         | 22 lutego 2021     |
|    |                                                |                    |
| 71 | Michibiku mono (導く者)                        | 1 marca 2021       |
|    |                                                |                    |
| 72 | Mori no kora (森の子ら)                        | 8 marca 2021       |
|    |                                                |                    |
| 73 | Bōaku (暴悪)                                   | 15 marca 2021      |
|    |                                                |                    |
| 74 | Yuītsu no sukui (唯一の救い)                   | 22 marca 2021      |
|    |                                                |                    |
| 75 | Tenchi (天地)                                  | 29 marca 2021      |
|    |                                                |                    |
| 76 | Danzai (断罪)                                  | 9 stycznia 2022    |
|    |                                                |                    |
| 77 | Damashi uchi (騙し討ち)                        | 16 stycznia 2022   |
|    |                                                |                    |
| 78 | Ani to otōto (兄と弟)                          | 23 stycznia 2022   |
|    |                                                |                    |
| 79 | Mirai no kioku (未来の記憶)                    | 30 stycznia 2022   |
|    |                                                |                    |
| 80 | Ni sen nen mae no kimi kara (二千年前の君から) | 6 lutego 2022      |
|    |                                                |                    |
| 81 | Hyōkai (氷解)                                  | 13 lutego 2022     |
|    |                                                |                    |
| 82 | Yūyake (夕焼け)                                | 20 lutego 2022     |
|    |                                                |                    |
| 83 | Kyōji (矜持)                                   | 27 lutego 2022     |
|    |                                                |                    |
| 84 | Shūmatsu no yoru (終末の夜)                    | 6 marca 2022       |
|    |                                                |                    |
| 85 | Uragirimono (裏切り者)                         | 13 marca 2022      |
|    |                                                |                    |
| 86 | Kaiko (懐古)                                   | 20 marca 2022      |
|    |                                                |                    |
| 87 | Jinrui no yoake (人類の夜明け)                 | 3 kwietnia 2022    |
|    |                                                |                    |

## OVA
Pierwszy odcinek OVA został dołączony do limitowanej edycji 12. tomu mangi; Drugi odcinek został dołączony do limitowanej edycji 13. tomu mangi, natomiast trzeci odcinek OVA dołączono do wydania limitowanego 14. tomu mangi.
| # | Oryginalny tytuł                                                                        | Premiera w Japonii |
| - | --------------------------------------------------------------------------------------- | ------------------ |
| 1 | Iruze no techō -Aru chōsa heidan'in no shuki- (イルゼの手帳 ―ある調査兵団員の手記―)     | 6 grudnia 2013     |
| 2 | Totsuzen no raihōsha -Sainamareru seishun no noroi- (突然の来訪者 ―苛まれる青春の呪い―) | 3 kwietnia 2014    |
| 3 | Konnan (困難)                                                                           | 8 sierpnia 2014    |